# Elias Meyer
Elias Meyer (1763 i København – 26. maj 1809 sammesteds) var en dansk maler.
Meyer studerede ved Kunstakademiet, hvor han i 1785 vandt den lille sølvmedalje. han lagde sig særlig efter landskabs- og blomstermaleri i gouache og har ydet seværdige ting, om han end mangler varme og kraft i lysvirkning og farvegivning. i 1799 gjorde han to norske landskaber, på hvilke han ønskede at agreeres af Akademiet; dette kunne dog ikke ske, da han ikke havde studeret i udlandet. Han opnåede da 1800 af Fonden ad usus publicos understøttelse til et studieophold i Dresden, og efter at være kommet tilbage til København blev han 1801 agreeret og samme år medlem af Akademiet på et blomsterstykke og et landskab, begge i gouache. Han var af svageligt helbred og sad i trange kår med hustru, Cathrine Charlotte født Ehrhart, og en hob børn; 1803 fik han en årlig understøttelse af kongens kasse. Han døde 26. maj 1809, på Solitude på Nørrebro, af brystsyge. Et par af hans bedste billeder og en del raderinger og tegninger af ham er i de kongelige samlinger.
Han er begravet på Assistens Kirkegård.